# Francesco Meardi
Francesco Meardi (Casei Gerola, 4 aprile 1839 – Casei Gerola, 2 gennaio 1909) è stato un avvocato e politico italiano.
Avvocato, partecipò alla vita politica nelle file della sinistra moderata del suo conterraneo Agostino Depretis. Fu eletto all'inizio del dominio politico della Sinistra storica e restò sempre nell'area governativa. Fu deputato di Voghera, costantemente rieletto fino alla morte nel 1909, allorché apparteneva alla maggioranza giolittiana.
Nell'ambito dell'inchiesta agraria promossa dal parlamento e diretta da Stefano Jacini, fu commissario per la settima circoscrizione (province di Torino, Novara, Cuneo, Alessandria, Piacenza e Pavia a sud del Po).